# Pastinachus atrus
Pastinachus atrus är en rockeart som först beskrevs av Macleay 1883.  Pastinachus atrus ingår i släktet Pastinachus och familjen spjutrockor. Inga underarter finns listade i Catalogue of Life.